# Llista d'estrelles de l'Altar
Això és la llista d'estrelles notables de la constel·lació de l'Altar ordenades per esclat minvant.